# Bryan Vázquez
Bryan Vázquez (ur. 26 sierpnia 1987 w Kostaryce) – kostarykański bokser kategorii super piórkowej.

## Kariera zawodowa
Jako zawodowiec zadebiutował 16 września 2006 roku. Do końca 2010 roku stoczył jeszcze 22 walki, z których wszystkie wygrał, zdobywając tytuły: WBA Fedelatin i WBA Fedebol.
3 listopada 2011 roku zmierzył się z Santosem Benavidesem o tymczasowe mistrzostwo WBA w wadze super piórkowej. Vázquez zwyciężył wysoko na punkty (119-109, 119-108, 119-109) i zdobył pas. 21 lipca 2012 roku przystąpił do pierwszej obrony pasa. Jego rywalem był Jorge Lacierva, który kilkukrotnie walczył o mistrzostwo świata. Vázquez zwyciężył przez techniczny nokaut w dziewiątej rundzie, gdy walka została przerwana po kolejnym nokdaunie Meksykanina.
31 grudnia 2012 roku zmierzył się z Takashim Uchiyamą, a stawką walki było mistrzostwo świata WBA w wadze super piórkowej. Vázquez dzielnie stawiał opór mistrzowi, wygrywając nawet początkowe rundy. Uchiyama zwyciężył przez techniczny nokaut w ósmej rundzie, gdy sędzia postanowił przerwać pojedynek.
29 maja 2015 na Brooklynie przegrał jednogłośnie na punkty  112:116, 111:117 i 111:117   Dominikańczykiem Javierem Fortuną (28-0-1, 20 KO) w pojedynku o wakujący tytuł mistrza świata kategorii super piórkowej według federacji WBA.